# Órmos Panagías
Órmos Panagías, en grec moderne : Όρμος Παναγίας, est un village du dème de Sithonie, district régional de Chalcidique, en Macédoine-Centrale, Grèce.
Selon le recensement de 2011, la population du village s'élève à 30 habitants.